# 2832 Lada
2832 Lada este un asteroid din centura principală, descoperit pe 6 martie 1975, de Nikolai Cernîh.